# James Ellroy
Œuvres principales
- Trilogie Lloyd Hopkins
- Quatuor de Los Angeles
- Trilogie Underworld USA

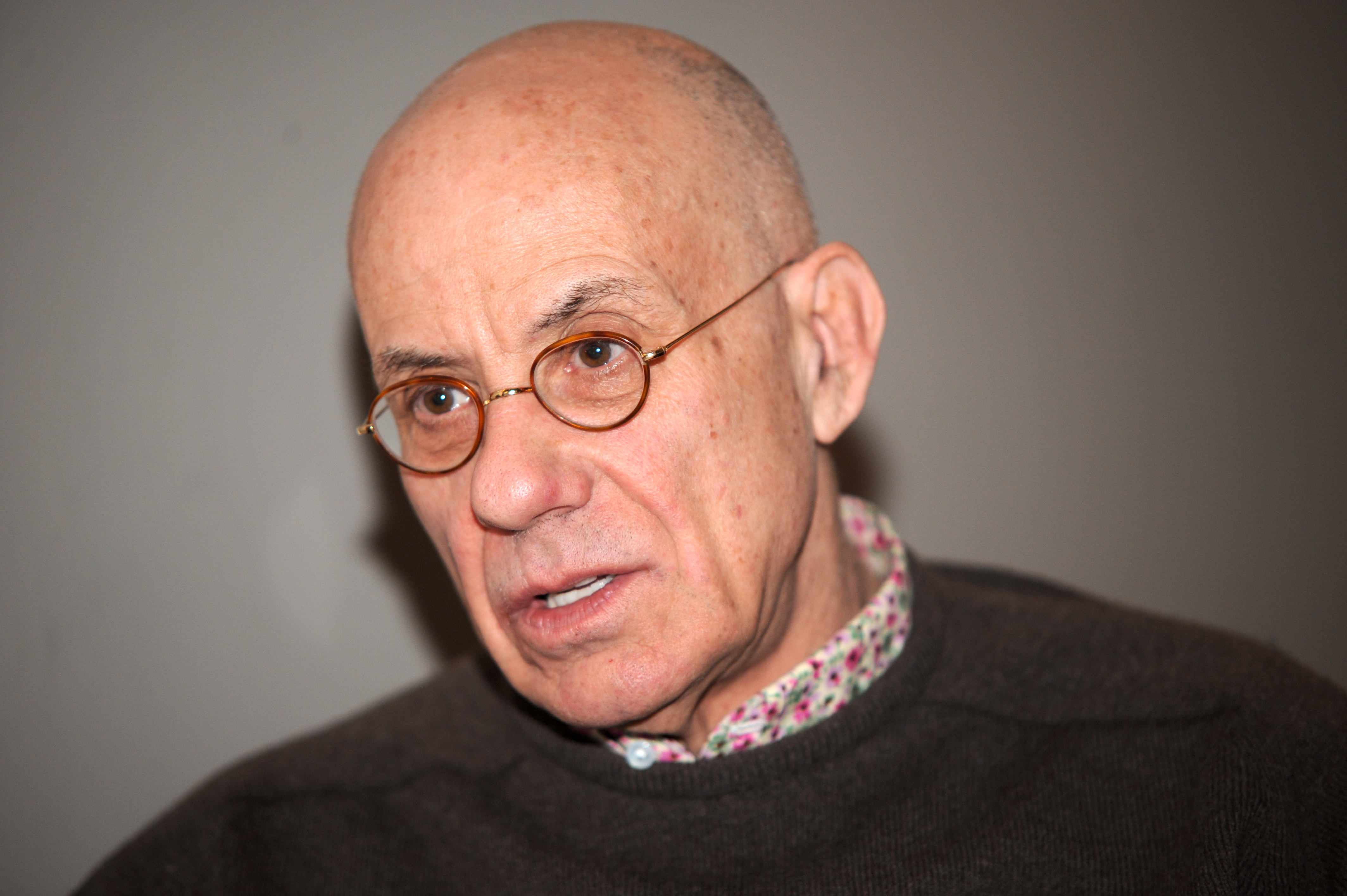
James Ellroy, le 13 janvier 2010 à Paris.

James Ellroy, de son vrai nom Lee Earle Ellroy, né le 4 mars 1948 à Los Angeles, en Californie, est un écrivain et scénariste américain, spécialisé dans le roman noir et le roman policier historique.
Se décrivant comme « conservateur » et « réactionnaire », il dépeint au travers de son œuvre un monde particulièrement pessimiste et corrompu, dans lequel perce néanmoins la notion de rédemption, fil conducteur de nombre de ses ouvrages. On peut citer parmi eux la série de quatre livres sur Los Angeles dont font partie Le Dahlia noir et L.A. Confidential, sa trilogie Underworld USA qui retrace son histoire des États-Unis de 1958 à 1973, ainsi que son récit autobiographique Ma part d'ombre.
Plusieurs de ses romans ont été adaptés au cinéma. Il est surnommé American Dog ou le Dog.

## Biographie

### Une enfance marquée par le meurtre de sa mère
James Ellroy est né à l'hôpital du Bon Samaritain de Los Angeles le 4 mars 1948 d'un père comptable (Armand Ellroy) de 50 ans et d'une mère infirmière, originaire du Wisconsin. Ses parents divorcent six ans plus tard. Sa mère obtient la garde de l'enfant et celui-ci a dix ans lorsqu'elle emménage dans un quartier populaire de Los Angeles, El Monte. James est déjà un fervent lecteur de littérature policière. À ce propos, il dira : « J'étais un lecteur vorace ».
Geneva Hilliker Ellroy (1915-1958), sa mère, est assassinée le 22 juin 1958 et retrouvée par une bande de jeunes près du lycée Arroyo. L'assassin ne sera jamais arrêté. James est confié à son père et il est livré à lui-même. Il sombre peu à peu dans la délinquance. C'est à cette époque qu'il commet ses premiers cambriolages. Il fait la connaissance de Randy Rice en 1961, à qui est d'ailleurs dédié Brown's Requiem. Ils sont deux petits voyous qui font les quatre cents coups, partageant leur goût pour les romans noirs.
James Ellroy est renvoyé de l'école à 17 ans, sans diplôme. Alors que la santé de son père se dégrade, Ellroy s'engage dans l'armée en 1965 et fait ses armes en Louisiane. Le père succombe rapidement d'une crise cardiaque. Sa mort marque le début d'une lente descente aux enfers. Ellroy se fait réformer de l'armée, il retrouve son ami Randy et sombre avec lui dans la consommation d'alcool et de drogue.

### Une jeunesse tout en excès
Ellroy vit plus de dix ans sans domicile, parfois dans de petites chambres d'hôtel miteuses, de boulots sporadiques, de larcins, dormant dans les parcs, s'introduisant chez les gens, moins pour cambrioler (il vole des sous-vêtements féminins, de l'alcool, de l'herbe, des cartes de crédit), que pour ressentir le grand frisson, déclarera-t-il plus tard.
En 1975, un abcès au poumon ainsi qu'une double pneumonie le font renoncer aux abus d'alcool.
Il prend des amphétamines jusqu'en 1977, avant d'arrêter définitivement toutes substances toxiques et briser ainsi le cercle infernal dans lequel il était enfermé. Il devient caddie de golf à Los Angeles et commence une vie plus « rangée ». En 1978, il s'inspire de son expérience de caddie et, porté par son amour de la musique classique, invente la trame d'un premier roman : Brown's Requiem, qu'il écrit, comme il le dira plus tard, « debout, dans une chambre miteuse » et qui est publié en 1981. Il poursuit avec Clandestin (1982), puis tente de donner forme à une autre de ses obsessions, le gangstérisme juif des années 1930 et 1940, dans Confessions of Bugsy Siegel ; mais le livre ne verra jamais le jour.

### Trilogie Lloyd Hopkins: la révélation
Ses agents de l'époque, Otto Penzler de Mysterious Press et Nat Sobel, le convainquent de réécrire American Death Trip, qui donnera finalement le livre Lune sanglante. C'est à ce moment que débute la série des Lloyd Hopkins (1984-1986), et que commence véritablement sa carrière littéraire. Le journaliste et critique Pierre Monastier écrit à ce sujet : « Cette trilogie, passionnante pour ce qu’elle nous dit de la trajectoire de James Ellroy, mérite d’être lue et relue, parce qu’elle forme un tournant dans le genre si américain du roman noir, en raison non seulement de l’approche privilégiée (psychique, donc), mais également du fait d’un style brutal, qui donne à entendre la violence des rapports sociaux de l’époque, le racisme institutionnel, la misère humaine, la gouaille des petites frappes sans envergure… Autant de dimensions qui trouveront leur pleine ampleur au fil des ouvrages suivants. »
Cette série n'est pas menée à terme (cinq opus étaient initialement prévus), James Ellroy ayant décidé d'abandonner le personnage de Lloyd Hopkins, trop encombrant à ses yeux. En réalité les motivations de l'écrivain étaient ailleurs. Il s'agissait notamment d'écrire un livre sur l'affaire du Dahlia noir avant que d'autres ne s'en emparent.
Il publie ensuite Un tueur sur la route, récit à la première personne du parcours d'un tueur en série. Cet ouvrage est devenu une des références majeures des écoles de formation de policiers[réf. nécessaire] tant il décrit avec précision la psychologie de la plupart des tueurs en série.

### Le Quatuor de Los Angeles: la consécration
Il se lance ensuite dans l'écriture du livre qui lui fera connaître la célébrité : Le Dahlia noir. Ce livre est une œuvre de fiction basée sur un fait historique du Los Angeles des années 1940, à savoir l'un des meurtres les plus sadiques et médiatisés qu'ait connu la ville, celui d'une jeune starlette, Elizabeth Short. Celle-ci avait été surnommée Le Dahlia noir par un journaliste, en référence à un film de série B  de l'époque : Le Dahlia bleu. Ce film, interprété notamment par Veronica Lake, avait particulièrement marqué les esprits. L'affaire du Dahlia Noir n'a, à proprement parler, jamais été résolue. James Ellroy semble avoir utilisé ce fait divers pour commencer à exorciser le souvenir du meurtre de sa propre mère[réf. souhaitée], commis environ 11 ans et 5 mois après celui du dahlia (Elizabeth Short a été assassinée en janvier 1947). En réalité, James Ellroy a découvert cette histoire dans un livre que son père lui avait offert pour ses dix ans, quelques mois avant le meurtre de sa mère ; ce livre cadeau est intitulé The Badge, est écrit par  Jack Webb et sera préfacé quarante ans plus tard par Ellroy lui-même. Dans son roman, L.A. Confidential, le personnage de Jack Vincennes lui est inspiré de Jack Webb, flic vertueux et de droite du LAPD.
James Ellroy écrit ensuite trois autres romans ayant pour cadre la ville de Los Angeles dans les années 1940 et 1950 et pour thème le crime et la corruption. Il s'agit de : Le Grand Nulle part, L.A. Confidential et White Jazz (certains des personnages du Quatuor apparaissent déjà dans Clandestin, comme Dudley L. Smith).

### Ma part d'ombre: autobiographie
Toujours obsédé par l'histoire de sa mère, 40 ans après les faits Ellroy va tenter de résoudre son meurtre avec l'aide d'un policier de L.A. à la retraite, Bill Stoner. Ce sera pour lui l'occasion de retracer le parcours de sa mère et de se réconcilier avec elle, soit avec une part de lui-même. Il en écrira le récit dans un livre autobiographique : Ma part d'ombre.
Ellroy se présente comme un ermite vivant en vase clos pour éviter que l'univers de ses romans, qui se situent dans les années 1940 à 1970, soit perturbé par le monde contemporain.
Après avoir fui son Los Angeles natal et vécu à New York et Kansas City, il revient y vivre à partir de 2006. Il se sépare à cette époque d'Helen Knode, journaliste et écrivaine, à qui est d'ailleurs dédié White Jazz.
James Ellroy est à présent l'un des auteurs de roman noir américains les plus populaires. Il a publié plus de quinze romans en trente ans, mais n'a commencé à vivre de sa plume qu'à partir du Dahlia noir. Il parle sans concession de ses années difficiles dans Destination morgue.

### Trilogie Underworld USA. et deuxième Quatuor de Los Angeles
James Ellroy entreprend l'écriture d'une nouvelle trilogie, qui lui prend près de quinze ans à terminer : American Tabloid paraît en 1995, American Death Trip suit en 2001, et enfin Underworld USA huit ans plus tard. Le titre du dernier volume n'est finalement pas American Madness, comme annoncé à l'origine, mais Underworld USA.
Les Éditions Payot & Rivages publient parallèlement, en octobre 2007, deux ouvrages : un essai réactualisé sur Ellroy, Revue Polar Spécial James Ellroy (déjà publiée en 1992) et Tijuana mon amour, qui contient la nouvelle Tijuana mon amour, deux nouvelles publiées dans la version américaine de Destination:morgue! ainsi que des articles publiés par le magazine américain GQ entre septembre 1998 et juillet 2002.
Bien qu'il ait annoncé de ne plus écrire sur Los Angeles, James Ellroy s'attaque à un nouveau Quatuor se déroulant dans la Cité des Anges. Ces romans ont lieu pendant la Seconde Guerre mondiale, époque qu'il connaît peu, selon ses termes, et traitent entre autres thèmes des prisons secrètes où les Japonais furent internés. Plusieurs personnages apparus dans le précédent Quatuor et dans la trilogie Underworld USA sont présents. Le premier roman sort en 2014 aux États-Unis, sous le titre Perfidia, chez William Heinemann, qui a acquis les droits pour les quatre romans,. Le deuxième opus, This Storm (dont le titre français est La tempête qui vient) est publiée en 2019. La suite, The enchanters (dont le titre français est Les enchanteurs) est publié en 2024.

### James Ellroy le scénariste
En 2008, James Ellroy est au scénario de Au bout de la nuit, film de David Ayer sorti aux États-Unis en avril 2008, avec notamment Keanu Reeves dans le rôle principal. Il avait déjà, en 2002, écrit le scénario de Dark Blue, de Ron Shelton, avec Kurt Russell.
En 2011, il écrit le scénario de Rampart, film réalisé par Oren Moverman en 2011 sur le fameux scandale du même nom au sein de la police de Los Angeles.

### Vie privée
Il est marié avec la Canadienne Helen Knode, ancienne journaliste et critique de cinéma à présent romancière, de 1991 à leur divorce en 2006.

## Œuvre
Le style d'Ellroy s'affirme par une inventivité verbale crue et acide, dépeignant avec rudesse les recoins sombres de la société américaine. La littérature noire est un espace critique mis à profit par les auteurs pour développer des mondes ambivalents, des personnages complexes aux moralités floues. Ellroy ne déroge pas à la règle.
Ellroy emploie dans certains de ses romans (notamment dans les deux premiers de la trilogie Underworld U.S.A : American Tabloïd et de façon encore plus prononcée dans American Death Trip) un style dépouillé à l'extrême, délibérément télégraphique, type : « Sujet verbe complément. Sujet verbe complément. » Du point de vue de l'auteur, ce style est employé « pour une raison : redéfinir le langage. Redéfinir le langage car c'est la seule façon de décrire l'extrême violence de la narration, c'est-à-dire la violence de l'Histoire, et de la même façon, la violence de la vie intérieure et extérieure des trois personnages principaux. » (interview d'Ellroy au sujet du livre American Death Trip).
À l'instar d'un Melville retranscrivant le vocabulaire des marins de son époque et l'utilisant dans son Moby Dick, Ellroy reprend avec une précision étonnante l'argot (slang en anglais) et les expressions des policiers et de la pègre des années 1950 et 1960. Sont également présents dans les livres de la trilogie Underworld USA l'argot des "Klansmen" (Ku-Klux-Klan) des états du sud des États-Unis, et le jargon employé par les militants du mouvement nationaliste noir américain des années 1960 (dans Blood's a Rover, littéralement : « Le sang circule »). Cette trilogie représente un travail titanesque, enrichi de références scrupuleuses, qui revêt une dimension historique[réf. souhaitée]. Ellroy mêle personnages réels et personnages fictifs, sur une trame de faits historiques avérés, interprétés à sa façon. Il s'intéresse aux coulisses du pouvoir des administrations Kennedy, Johnson, puis Nixon, ainsi qu'au fonctionnement des pratiques policières du F.B.I. notamment, à travers le personnage omnipotent et diabolique que représente J. Edgar Hoover dans ces trois romans.
James Ellroy, au cours de sa carrière, s'est inspiré des pionniers du roman noir tel Raymond Chandler, auteur du Big Sleep, auquel fait écho son Big Nowhere.
Le fait de choisir des policiers comme personnages principaux de plusieurs de ses romans provient de la lecture des œuvres de Joseph Wambaugh.

## Personnages
Galerie non exhaustive des personnages les plus représentatifs de l'œuvre de James Ellroy :
- Daniel Thomas Upshaw, ou Danny Upshaw, (1922-1950) : Inspecteur adjoint à la brigade criminelle d'Hollywood Ouest. Un des personnages sans doute les plus attachants qu'ait jamais créés Ellroy. Flic désabusé du Grand Nulle Part, il découvre son homosexualité à travers une enquête sur une série de meurtres avec mutilations ;
- Dudley Liam Smith : Flic d'une carrure imposante, rougeaud de figure, irlandais et à l'accent chantant. Figure emblématique du LAPD. Seul personnage récurrent, à la fois dans trois des livres du Quatuor de Los Angeles (Le Grand Nulle part, L.A. Confidential et White Jazz), le Second Quatuor de Los Angeles, ainsi que dans Clandestin. L'as de la « contention » du crime à Los Angeles ;
- Lloyd Hopkins : Sergent du LAPD à l'intelligence élevée. Sens de la droiture. Il dit vouloir sauver les « innocences ». Héros de Lune sanglante, À cause de la nuit et de La Colline aux suicidés ;
- Martin Michael Plunkett : principal protagoniste d'Un tueur sur la route, ce tueur en série coupable de plusieurs dizaines de meurtres sexuels couvrant tout le territoire des États-Unis sur une période de dix années relate son parcours criminel dans une sorte de journal-testament. Son degré d'auto-analyse permet une description très fine de sa psychologie, ce qui fait de lui un tueur en série très réaliste, loin des clichés habituels ;
- Pete Bondurant : maquereau et dealer d'Howard Hughes, tueur professionnel et « roi de l'extorsion » pour la pègre. Apparaît brièvement dans White Jazz. Il est l'un des trois personnages principaux des livres American Tabloid et American Death Trip. Uniquement guidé au départ par l'appât du gain, il se caractérise ensuite par une farouche volonté de survivre.

## Œuvres

### Trilogie Lloyd Hopkins
1. Lune sanglante, Rivages, coll. « Rivages/Noir » no 27, 1987 ((en) Blood on the Moon, 1984), trad. Freddy Michalski  (ISBN 2-86930-077-8)
2. À cause de la nuit, Rivages, coll. « Rivages/Noir » no 31, 1987 ((en) Because the Night, 1984), trad. Claude Mussou  (ISBN 2-86930-088-3)
3. La Colline aux suicidés, Rivages, coll. « Rivages/Noir » no 40, 1987 ((en) Suicide Hill, 1986), trad. Freddy Michalski  (ISBN 2-86930-118-9)

### Quatuor de Los Angeles
1. Le Dahlia noir, Rivages, coll. « Rivages/Thriller », 1988 ((en) The Black Dahlia, 1987), trad. Freddy Michalski  (ISBN 2-86930-153-7)Trophée 813 du meilleur roman 1988
2. Le Grand Nulle part, Rivages, coll. « Rivages/Thriller », 1989 ((en) The Big Nowhere, 1988), trad. Freddy Michalski  (ISBN 2-86930-229-0)Prix Mystère de la critique 1990
3. L.A. Confidential, Rivages, coll. « Rivages/Thriller », 1990 ((en) L.A. Confidential, 1990), trad. Freddy Michalski  (ISBN 2-86930-376-9)
4. White Jazz, Rivages, coll. « Rivages/Thriller », 1991 ((en) White Jazz, 1992), trad. Freddy Michalski  (ISBN 2-86930-502-8)Trophée 813 de la meilleure traduction 1992

### Trilogie Underworld USA
1. American Tabloïd, Rivages, coll. « Rivages/Thriller », 1995 ((en) American Tabloid, 1995), trad. Freddy Michalski  (ISBN 2-86930-907-4)Trophée 813 de la meilleure traduction 1995
2. American Death Trip, Rivages, coll. « Rivages/Thriller », 2001 ((en) The Cold Six Thousand, 2001), trad. Jean-Paul Gratias  (ISBN 2-7436-0779-3)Trophée 813 du meilleur roman étranger 2001
3. Underworld USA, Rivages, coll. « Rivages/Thriller », 2009 ((en) Blood's a Rover, 2009), trad. Jean-Paul Gratias  (ISBN 978-2-7436-2037-0)

### Quintette de Los Angeles
1. Perfidia, Rivages, coll. « Rivages/Thriller », 2015 ((en) Perfidia, 2014), trad. Jean-Paul Gratias  (ISBN 978-2-74363-258-8)
2. La Tempête qui vient, Rivages, coll. « Rivages/Thriller », 2019 ((en) This Storm, 2019), trad. Jean-Paul Gratias et Sophie Aslanides  (ISBN 978-2-74364-889-3)
3. Les Enchanteurs, Rivages, coll. « Rivages/Thriller », 2024 ((en) The Enchanters, 2023), trad. Séverine Weiss et Sophie Aslanides  (ISBN 978-2-74366-407-7)

### Romans indépendants
- Brown's Requiem, Rivages, coll. « Rivages/Noir » no 54, 1988 ((en) Brown's Requiem, 1981), trad. Freddy Michalski  (ISBN 2-86930-182-0)
- Clandestin, Rivages, coll. « Rivages/Thriller », 1989 ((en) Clandestine, 1982), trad. Freddy Michalski  (ISBN 2-86930-206-1)
- Un tueur sur la route, Rivages, coll. « Rivages/Thriller », 1989 ((en) Silent Terror, 1986), trad. Freddy Michalski  (ISBN 2-86930-287-8)Publié plus tard sous le titre Killer on the Road
- Panique générale, Rivages, coll. « Rivages/Noir », 2022 ((en) Widespread Panic, 2021), trad. Sophie Aslanides  (ISBN 978-2-7436-5646-1)

### Mémoires
- Ma part d'ombre, Rivages, coll. « Écrits noirs », 1997 ((en) My Dark Places, 1996), trad. Freddy Michalski  (ISBN 2-7436-0171-X)
- La Malédiction Hilliker, Rivages, coll. « Écrits noirs », 2011 ((en) The Hilliker Curse: My Pursuit of Women, 2010), trad. Jean-Paul Gratias  (ISBN 978-2-7436-2170-4)

### Essais et nouvelles
- Dick Contino's Blues, Rivages, coll. « Rivages/Thriller », 1993 ((en) Hollywood Nocturnes, 1994), trad. Freddy Michalski  (ISBN 2-86930-705-5)
- Crimes en série, Rivages, coll. « Rivages/Thriller », 1998 ((en) Crime Wave, 1999), trad. Jean-Paul Gratias  (ISBN 2-7436-0378-X)
- Destination morgue, Rivages, coll. « Rivages/Thriller », 2004 ((en) Destination: Morgue!, 2004), trad. Jean-Paul Gratias  (ISBN 2-7436-1266-5)
- Tijuana mon amour, Rivages, coll. « Rivages/Noir » no 750, 2000 ((en) , 2007), trad. Jean-Paul Gratias  (ISBN 2-7436-0606-1)Issu d'œuvres non publiées dans les versions françaises de Hollywood Nocturnes, Crime Wave et Destination: Morgue!
- Extorsion, Rivages, coll. « Rivages/Thriller », 2014 ((en) Shakedown, 2012), trad. Jean-Paul Gratias  (ISBN 978-2-7436-2730-0)
- LAPD '53, Fantask, 2016 ((en) LAPD '53, 2015), trad. Jean-Paul Gratias  (ISBN 978-2374940076)Écrit avec Glynn Martin.
- Reporter criminel, Rivages, coll. « Rivages/Policier », 2018 ((en) , 2018), trad. Jean-Paul Gratias  (ISBN 978-2-7436-4514-4)

En 2000, un livre numérique, Breakneck Pace, a été publié en anglais, comportant quatre articles et une nouvelle, tous repris dans un des quatre premiers livres publiés en français. En 2012, Ellroy publie un autre livre numérique contenant uniquement la nouvelle Shakedown.

### Préfaces
- 2003 : Moisson noire : Les meilleures nouvelles policières américaines (Collectif)
- 2004 : Scènes de crime à LA : 40 Ans d'archives criminelles (Tim Wride)
- 2005 : L'affaire du Dahlia noir (Steve Hodel)
- 2006 : Coup pour coup (F.X. Toole)
- 2008 : Toujours L.A. (Bruce Wagner)
- 2008 : Stark (Edward Bunker)
- 2010 : Wanderer (Sterling Hayden)
- 2011 : Spade & Archer (Joe Gores)

## Prix et nominations

### Prix
- Prix Mystère de la critique 1990 pour Le Grand Nulle part[20]

### Nominations
- Prix Shamus 1982 du meilleur livre de poche original pour Brown’s Requiem[21]
- Prix Edgar-Allan-Poe 1983 du meilleur livre de poche original pour Clandestine[22]

## Filmographie

### En qualité de scénariste
- 2003 : Dark Blue, film américain réalisé par Ron Shelton, avec Kurt Russell, Ving Rhames, Brendan Gleeson
- 2008 : Au bout de la nuit (Street Kings), film américain réalisé par David Ayer, avec Keanu Reeves, Forest Whitaker, Hugh Laurie, Chris Evans
- 2011 : Rampart, film américain réalisé par Oren Moverman, avec Woody Harrelson, Steve Buscemi, Robin Wright

### En qualité d'auteur de l'œuvre originale
- 1988 : Cop, film américain réalisé par James B. Harris, d'après le roman Lune Sanglante, avec James Woods, Lesley Ann Warren et Charles Durning
- 1997 : L.A. Confidential, film américain réalisé par Curtis Hanson, d'après le roman éponyme, avec Kevin Spacey, Russell Crowe, Kim Basinger et Guy Pearce
- 1999 : Brown's Requiem, film américain réalisé par Jason Freeland, d'après le roman éponyme, avec Michael Rooker, Big Daddy Wayne et Jack Wallace
- 2006 : Le Dahlia noir, film américain réalisé par Brian De Palma, d'après le roman éponyme, avec Josh Hartnett, Scarlett Johansson, Aaron Eckhart et Hilary Swank

## Œuvres secondes

### Adaptations en bandes dessinées
- Torch song (vol. 1) / Ptoma ; d'après une nouvelle de James Ellroy. Paris : EP Emmanuel Proust éditions, octobre 2004, 47 p. (Noirquadri).  (ISBN 2-84810-063-X)
- Clandestin (vol. 1 : La dernière saison) / Ptoma ; d'après James Ellroy. Paris : EP Emmanuel Proust éditions, décembre 2005, 48 p. (Noirquadri).  (ISBN 2-84810-096-6)
- Le dahlia noir[23], Matz, David Fincher et Miles Hyman ; d'après James Ellroy[24]. Paris : édition Casterman, novembre 2013, 178 p.  (ISBN 9782203045682)

### Études sur l'auteur et son œuvre
- Polar hors série spécial Ellroy, essai collectif, Rivages, 1992. Ré-édité en octobre 2007 : Polar Spécial Ellroy révisé.
- Petite mécanique de James Ellroy, essai collectif, éditions L'Œil d'or, Paris, 1999.
- James Ellroy, illustration littéraire de l'emprise, Essai sur les fantasmes organisateurs d'une œuvre (thèse de psychiatrie par Jalil Lahlou, présentée à l'université Claude Bernard- Lyon I).
- James Ellroy, la corruption du roman noir, Essai sur le Quatuor de Los Angeles, Natacha Lallemand, éditions l'Harmattan, Paris, 2007.